# جيزر باتلر
تيرينس مايكل جوزيف «جيزر» باتلر (بالإنجليزية: Geezer Butler)‏ (ولد في 17 يوليو 1949) هو موسيقي وكاتب أغاني إنجليزي. معروف أكثر كعازف غيتار البيس في فرقة الهيفي ميتال بلاك سابث.

## روابط خارجية
- جيزر باتلر على موقع IMDb (الإنجليزية)
- جيزر باتلر على موقع الموسوعة البريطانية (الإنجليزية)
- جيزر باتلر على موقع ميوزك برينز (الإنجليزية)
- جيزر باتلر على موقع إن إن دي بي (الإنجليزية)
- جيزر باتلر على موقع أول ميوزيك (الإنجليزية)
- جيزر باتلر على موقع ديسكوغز (الإنجليزية)
- جيزر باتلر على موقع قاعدة بيانات الفيلم (الإنجليزية)